# 北固镇
北固镇，原为北固乡，是中华人民共和国四川省遂宁市船山区下辖的一个乡镇级行政单位。2019年9月，撤销北固乡，设立北固镇，以原北固乡和原西宁乡斑竹园村、石骨堰村、窝窝店村、联升村、火把堰村、飞凤村、双拱桥村、铜鼓山村以及新桥镇玉堂村、龙兴村、龙楼社区所属行政区域为北固镇的行政区域。

## 行政区划
北固镇下辖以下地区：
颐康社区、龙楼社区、向山村、水库村、龙兴村和玉堂村、斑竹园村、石骨堰村、窝窝店村、联升村、火把堰村、飞凤村、双拱桥村、铜鼓山村、玉堂村、龙兴村、龙楼社区。